# Coração de Jesus (Belo Horizonte)
Coração de Jesus é um bairro da Região Centro-Sul de Belo Horizonte.
Como o bairro é bastante pequeno, é confundido com dois vizinhos (Luxemburgo e Cidade Jardim). No entanto, O Cidade Jardim termina na Rua Caramuru, onde começa o Coração de Jesus, que vai até a Praça José Cavalini, uma vez que o Bairro Luxemburgo só começa mesmo na região do clube de natação Pingo Dágua. 
Oficialmente, portanto, a Região da Guaicuí com Prudente de Morais, Shopping Jardim, Praça José Cavalini, conhecida como Cidade Jardim ou Luxemburgo é, na verdade, parte do Bairro Coração de Jesus. 

## Bairros vizinhos
- Santo Antônio
- Vila Paris
- Cidade Jardim
- Luxemburgo

## Ligações Externas
- Dados gerais sobre a cidade de Belo Horizonte